# 桜井ひな
桜井 ひな（さくらい ひな、1983年8月30日 - ）は、日本のグラビアアイドル、女優、タレント、声優である。
慶應義塾大学文学部卒業。弟が1人いる。

## 来歴
- 3歳の頃からクラシックバレエとピアノを習い、 6歳から新体操に本格的に取り組む。(東京都中学校新人戦個人2位 ほか) 現在は母の新体操クラブでコーチとして子供達の指導に携わる。
- 幼少から子供モデル、ミュージカル、TVなどで活動。南青山少女歌劇団6期生としてダンス、声楽、演技のレッスンを積む。
- 2005年、プラチナムプロダクションに移籍。
- 2006年、上原美優、藤崎まやと共に フォーミュラ・ニッポン『direxivレーシングガールズ』に就任。同年オートギャラリー東京イメージガール『SeaQueen』に就任。
- 2007年、『第2回sabraブロガール選手権』グランプリ受賞。
- 2007年、テレビ朝日『『ぷっ』すま』出演翌日、Yahoo!検索ランキングの急上昇ワードランキング3位になり、桜井ひなの名前がYahoo!TOPページに。
- 2008年、81プロデュースにて、研究生としてアフレコ、演技、歌唱のレッスンに参加。
- 2009年1月、『姫トラ・あにめみっくす！』（販売元：EMIミュージック・ジャパン）にてHINAXとして参加。同月、『VIPER'S CREED』（アニマックス、BS11・2009年1月- ）で声優デビュー。
- 2009年4月22日、ベンヌ所属となったことをブログで公表。
- 2011年1月16日、2010年12月31日にベンヌを退社したことをブログで公表。
- 2014年4月、江崎グリコ「パピコ」のCM企画として行われた『大人AKB48オーディション』に応募するも、最終審査で落選している[2]。

## 交友関係
- 南里侑香
南少時代の後輩。フジテレビ開局記念ミュージカル「big ～夢はかなう～」で共演。同い年ということもあってか、一緒にいると安心したと述懐している[3]。
- 浅倉結希
舞台『マシーナリー*マテリアル』で共演。AKB劇場公演を観賞したり[4]、田名部生来と一緒に映画を観に行ったことも[5]。
- 初音みう
2006年のオートギャラリーイメージガールで共演。後に桜井と同じベンヌに在籍していた。一緒にシンガポールやハワイを旅したこともある[6]。

## 出演

### テレビ
- 「古谷徹のポトリスいきまーす!」（SKPTV、2003年）アシスタントMCレギュラー
- NHK 開局50周年記念番組 「未来への航海」（NHK、2003年）メインリポーター
- うまッチ!（フジテレビ、2006年5月）
- ポシュレデパート深夜店（日本テレビ、2007年4月 - ） アシスタントレギュラー
- 『ぷっ』すま（テレビ朝日、2007年6月20日）
- 個人授業II（TBS、2007年8月15日）
- BOYSエステ（テレビ東京、2007年9月14日）
- SMAP×SMAP（関西テレビ・フジテレビ、2008年2月5日）
- 沙耶香とErinaのNo Idol! No Life!（あっ!とおどろく放送局、2011年2月17日）

### 舞台
- フジテレビ開局40周年記念ミュージカル「big ～夢はかなう～」（1998年7月 - 、東京国際フォーラム、演出：永山耕三、全56回公演）少女アンサンブル
- TBSプレゼンツ公演「マディソン郡の橋 」（2000年5月 - 、赤坂ACTシアター 他、演出：山田和也、全国20ヶ所、全41回公演）キャロリン・ジョンソン 役
- フジテレビ開局記念ミュージカル「big ～夢はかなう～」（2000年7月 - 、東京国際フォーラム、演出：永山耕三、全34回公演）少女アンサンブル
- 「I'2～桜の木の下で・・・」(2002年、全6回公演）ブラック 役
- 「Ring a bell」（2003年、亀有リリアホール、劇団神田時来組プロデュース公演全8回公演）妙姫/藤原妙子 役
- 「放免エスケープ」（2003年、下北沢駅前劇場、ロリータ男爵本公演全6回公演）謎の気象予報士 役
- 朗読劇「マシーナリー*マテリアル」（2011年2月24日 - 27日、シアターKASSAI、アリスインプロジェクト）ミカ 役（ダブルキャスト、星組）
- 「裏の木戸は開いている」（2012年4月19日 - 22日、座・高円寺2、原作：山本周五郎、劇団ユビキタス・アジェンダ第2回公演）高林加代 役
- 「ば〜い！ぞうたんのごと！？」（2012年10月13日 - 14日、福岡県柳川市三橋公民館大ホール、江口信一座柳川特別公演Vol.3）片井ひな 役
- 「トラベラー」（2012年12月5日 - 9日、シアターグリーンBigTreeTheater、天才劇団バカバッカvol.9公演）

### アニメ
- VIPER'S CREED（アニマックス、BS11）サブリナ 役
- 劇場版 真救世主伝説 北斗の拳ZERO ケンシロウ伝
- 劇場版 天元突破グレンラガン 螺巌編

### ゲーム
- 龍が如く4 伝説を継ぐもの　キャバつく・エリーゼキャスト

### ナレーション
- saitaインフォマーシャルCMナレーション（2010年 - 2011年）
- セブンイレブン&iイトーヨーカドーオリジナル「洗濯元気」店頭VTR （2010年）洗濯元気くん 役

### ステージ・MC
- 東京ゲームショー バンダイブース、プレゼンター（2004年）
- 東京ゲームショー ハドソンブース、ゲストアイドル（2006年・2007年）
- 東京モーターショー2007 ゼンリンブースMC&ナレーター（全51ステージ）
- LANVIN×GINZA富永愛トークショーMC（2010年）
- LANVIN×25ウエディング トークパーティ&ウエディングプランナー有賀明美トークショーMC（2010年）

## トレーディングカード
- プラチナム オフィシャル カードコレクション （2007年10月13日発売）

## CD
- 姫トラ・あにめみっくす！（販売元：EMIミュージック・ジャパン）
- 妄想ボイスCD「おねだりCD」天使のささやき、「おねだりCD」悪魔のいたずら